# Grand Beatbox Battle
Grand Beatbox Battle eller GBB er en musikkonkurrence, hvor deltagerne skal beatboxe. Konkurrencen begyndte i 2009. Der er flere forskellige kategorier i Grand Beatbox Battle. Konkurrencen er arrrangeret af beatbox-fællesskabet Swissbeatbox. I GBB er der fem forskellige kategorier.
- Solo (elimination og klassisk 1 mod 1)
- Loopstation (1 mod 1 med en loopstation)
- Tag Team (Duo, elimination og 2 mod 2)
- Loopstation Tag Team (Loopstation-duoer)
- Crew (mindst 3 på et hold)

| Musik | Spire Denne musikartikel er en spire som bør udbygges. Du er velkommen til at hjælpe Wikipedia ved at udvide den. |

 Der er for få eller ingen kildehenvisninger i denne artikel, hvilket er et problem. Du kan hjælpe ved at angive troværdige kilder til de påstande, som fremføres i artiklen.